# سانتينو دي لا تور
سانتينو دي لا تور (بالإسبانية: Santino De La Tore)‏ هو موسيقي بيروفي، ولد في 1973.